# Hôpital de la Charité (Cap-Haïtien)
Hôpital de la Charité var ett kloster i nuvarande Cap-Haitien på Haiti, dåvarande Cap-Francais i Saint-Domingue. Det fungerade som sjukhus och betraktas som en av de större offentliga institutionerna i Saint Domingue före revolutionen. 
Klostret grundades av barmhärtighetsbröderna Saint-Jean-de-Dieu i staden Cap-Francais 1698. Det flyttades dock 1699 till en plantagebyggnad strax söder om staden, och fick offentligt patentbrev 1719. Det blev det första av många sjukhus av samma slag i kolonin, följt främst det i Port-au-Prince, som grundades 1751 och tog emot 3000 patienter. Sjukhuset gynnades och expanderade 1777-82, då de användes av militären under det amerikanska frihetskriget. Sjukhuset bestod av tolv paviljonger förutom själva huvudbyggnaden, där även munkarna bodde, och kunde ta emot mellan 800 och 1000 patienter. Det fungerade som undervisningsanstalt för läkare, apotekare och övrig medicinsk personal: stadens privatläkare var tvungna att regelbundet praktisera där, och läkare från Frankrike ska ha fått bevisa sig där innan de tilläts praktisera i övriga kolonin. Sjukhuset försörjdes verksamheten på den sockerplantage där dess byggnad låg. 